# Coast to Coast (EP de Cody Simpson)
Coast to Coast es el segundo EP del cantante australiano Cody Simpson y fue lanzado el 20 de septiembre de 2011.

## Antecedentes
Cody Simpson anuncio el lanzamiento del álbum el 18 de agosto en su cuenta de Twitter. también subió en Youtube videos con la letra  de «Angel» y «Not Just You».

## Sencillos
On My Mind: Es el primer sencillo publicado el 23 de abril. en iTunes el 23 de mayo. El video musical fue lanzado el 17 de junio de 2011. El video fue dirigido por Travis Kopach
Not Just You: Va a ser el segundo sencillo del álbum.El video fue filmado en la playa de Venecia, y el centro de L.A. EL 17 de septiembre

## Lista de canciones
| N.º | Título            | Escritor(es)                                                       | Producer(s)    | Duración |  |
| 1.  | «Good as It Gets» | Cody Simpson                                                       |                | 3:47     |  |
| 2.  | «Crazy but True»  | Cody Simpson                                                       |                | 3:59     |  |
| 3.  | «On My Mind»      | Cody Simpson Julie Frost, Fraser T. Smith, Mike Caren, Nasri Atweh |                | 3:45     |  |
| 4.  | «Not Just You»    | Cody Simpson , Nasri                                               |                | 4:19     |  |
| 5.  | «All Day»         | Cody Simpson, Krys Ivory, Edwin "Lil' Eddie" Serrano               | Shawn Campbell | 3:07     |  |
| 6.  | «Angel»           | Cody Simpson                                                       |                | 3:42     |  |

- Edición Australiana

Lista de canciones
1.On My Mind
2.Good As It Gets
3.All Day 
4.Angel
5.Crash
6.Crazy But True
7.Not Just You
8.On My Mind (Karsten Delgado & Mani Myles Mix)
- Datos: Q3281967